# رينك (شركة)
مجموعة رينك إيه جي هي شركة ألمانية عالمية لتصنيع نواقل الحركة، والمحركات، وأنظمة الدفع الهجينة، وأنظمة تعليق المركبات، والمحامل العادية، والوصلات، وأنظمة الاختبار. تُصنّع الشركة علب تروس خاصة للدبابات، والفرقاطات، وكاسحات الجليد، والصناعات، وهي مورد رائد لمعدات التشغيل وأنظمة التخميد للمركبات العسكرية المجنزرة والعجلات. يقع المقر الرئيسي لشركة رينك في أوغسبورغ، وبالإضافة إلى مقرها الرئيسي، تُصنّع الشركة أيضًا في راينه، وهانوفر، وفينترتور، وباث، وستيرلينغ هايتس.
في عام 2022، حققت المجموعة رقم أعمال بلغ 850 مليون يورو ووظفت 3000 شخص. تم توليد حوالي 70٪ من رقم أعمالها من وحدات الخزانات والمعدات البحرية. تأسست الشركة عام 1873، وكانت مملوكة بالكامل أو مملوكة للأغلبية لمستثمر الأسهم الخاصة تريتون منذ عام 2020. عادت رينك إلى بورصة فرانكفورت للأوراق المالية بعد طرح عام أولي في عام 2024.